# Королівство Рюкю
Королівство Рюкю́ (яп. 琉球王国, Ryūkyū Ōkoku, рюк. 琉球國; кит. трад. 琉球國, спр. 琉球国, піньїнь: Liúqiúguó, акад. Люцюґо) — монархічна держава на островах Рюкю в Східній Азії. Існувала протягом 1429—1872 (1879) років. Контролювала незначну територію островів Окінава, Амамі та Сакісіма, з населенням близько 250 тисяч осіб. Основою господарства була посередницька морська торгівля між країнами Східної та Південно-Східної Азії. Визнавала себе васалом Китаю династій Мін та Цін. Керувалася ванами (Цінванго з кит.: 親王國 дослівно королівство) Рюкю з аристократичного роду Сьо, які отримували титулатуру від китайських імператорів. 1609 року завойована японськими самураями роду Сімадзу, після чого увійшла до складу удільного володіння Сацума-хан, ставши васалом Японії. Незважаючи на подвійну васальну залежність від Китаю та Японії, зберігала незалежність у відносинах з іноземними державами. 1872 року перейменована на японське удільне володіння Рюкю-хан. 1879 року анексована японським урядом і перетворена на префектуру Окінава. Відіграла важливу роль у міжкультурному обміні держав регіону, які століттями дотримувалися політики ізоляції.

## Назва
У японській та китайській історіографії зустрічається також сполучення «Рюкю Ванго» (琉球王国), для підкреслення титулу головного правителя — вана.[джерело?] У західній науковій літературі це сполучення часто перекладають як «Королівство Рюкю».
Уперше назва «Держава Рюкю» (流求國) зустрічається в китайській історичній хроніці «Записи Суй» (7 століття). У ній згадується, що 610 року Рюкю стало васалом китайської династії Суй. Ця держава була розташована на південний схід від Китаю, у Східному морі, на віддаленому острові. Згодом фонетичне сполучення «Рюкю» (流求) стали записувати омонімічними ієрогліфами «Рюкю» (琉球) — «край самоцвітів». Достеменно невідомо, чи позначало тогочасне Рюкю острів Окінава — центр архіпелагу Рюкю, чи острів Тайвань. До 14 століття в китайській писемній традиції словом «Рюкю» окреслювали всі острови регіону. Лише після прибуття до Ціньмінського Китаю данницького посольства з Окінави її стали називати «Великим Рюкю» (大琉球) або просто «Рюкю», а Тайвань — «Малим Рюкю» (小琉球) або «Тайванем».

## Історія

Замок Шюрі — головна резиденція рюкюських ванів

Цінванго Рюкю було створене 1492 року внаслідок  об'єднання трьох протодержав острова Окінава. Першим правителем держави був ван Сьо Хасі з першої династії Сьо. Країна не мала потужного централізованого державного управління, оскільки об'єднання острова було проведено на федеративних засадах. Місцеві володарі адзі мали широку автономію й часто піднімали повстання проти ванського двору. Вани династії Сьо визнавали себе данниками китайських імператорів і вели активну торгівлю з Китаєм.
Через 63 роки після заснування держави перша династія була знищена в результаті перевороту. Лідер заколотників Сьо Ен проголосив себе новим ваном Рюкю й започаткував другу династію Сьо. Правителі цієї династії взяли курс на централізацію управління й переселили всіх дрібних володарів до своєї столиці в Шюрі. 1571 року рюкюські війська підкорили тубільні племена островів Амамі на північ від Окінави. Рюкю залишалося державою-данником Китаю в системі китаєцентричного світового порядку. Вона грала роль торговельного посередника між країнами Азії.
1609 року держава Рюкю була завойована 3-тисячним військом роду Сімадзу, самурайських володарів з південнояпонського уділу Сацума. Завойовники зберегли політично-соціальний устрій держави, змусивши ванів місцевої династії визнати себе васалами Імператора і сьоґуна Японії. Сацумці також дозволи населенню Рюкю сплачувати данину Китаю, з метою отримання прибутків від торгівлі Рюкю з Китаєм.
1853 року Рюкю відвідала американська військова ескадра на чолі з Меттью Перрі з вимогою укласти двосторонні відносини. 1854 року, під час повторного візиту американців, було укладено нерівноправний американо-рюкюський договір про дружбу.
1871 року, з метою встановлення японського суверенітету над Рюкю, японський уряд в односторонньому порядку оголосив про перетворення королівства Рюкю на автономний уділ Японської імперії — Рюкю-хан. 1879 року японці провели анексію Рюкю, ліквідувавши державу й заснувавши на її місці префектуру Окінава. Останній ван Рюкю Сьо Тай разом із родиною отримав права японської титулованої шляхти й пожиттєву пенсію.

## Державний устрій
| Трон             | Трон             | Ван                    | Ван                    | Ван                    | Ван                    | Ван                    | Ван                    | Ван                    | Ван                    | Ван                    |
| Рада             | Тронна           | Регент                 | Регент                 | Регент                 | Регент                 | Регент                 | Регент                 | Регент                 | Регент                 | Регент                 |
| Рада             | Тронна           | Три міністри           |                        |                        |                        |                        |                        |                        |                        |                        |
| Рада             | Палацова         | П'ятнадцять чиновників | П'ятнадцять чиновників | П'ятнадцять чиновників | П'ятнадцять чиновників | П'ятнадцять чиновників | П'ятнадцять чиновників | П'ятнадцять чиновників | П'ятнадцять чиновників | П'ятнадцять чиновників |
| Центральний уряд | Центральний уряд | Управління             | Управління             | Управління             | Радники у справах      | Радники у справах      | Радники у справах      | Радники у справах      | Радники у справах      | Радники у справах      |
| Центральний уряд | Центральний уряд | Ресурсів               | Витрат                 | Скарбу                 | Правосуддя             | Населення              | Населення              | Мистецтв і ремесел     | Дипломатії             | Дипломатії             |